# 雅尼克·尼泽-塞冈
雅尼克·尼泽-塞冈，CC（法語：Yannick Nézet-Séguin，1975年3月6日—）是一位加拿大指挥家及钢琴家，现任蒙特利尔都会管弦乐团（Orchestre Métropolitain）、费城交响乐团和纽约大都会歌剧院音乐总监。他也曾经在2008年到2018年担任鹿特丹爱乐乐团的首席指挥。

## 生平
尼泽-塞冈1975年3月6日生于蒙特利尔，父母都是大学教师。他五岁起学习钢琴，十岁的时候立志要成为一名乐队指挥。尼泽-塞冈曾经在魁北克音乐学院求学，并多次获得钢琴和其他项目的奖。19岁的时候他获得邀请，跟随指挥家卡尔罗·马里亚·朱里尼排练和学习一年。1995年尼泽-塞冈组建了专业音乐团体——La Chapelle de Montréal。
2000年起担任蒙特利尔大都会歌剧院的音乐总监，2012年起担任费城交响乐团音乐总监，2018年纽约大都会歌剧院宣布尼泽-塞冈为其下一任音乐总监，同年九月正式上任。
2005年，尼泽-塞冈首次担任鹿特丹愛樂樂團客座指挥。2006年12月，鹿特丹爱乐宣布全票一致通过，任命尼泽-塞冈为11任总指挥，自2008-09演出季起，任期4年。 2010年鹿特丹爱乐宣布延长聘用期至2015年。在鹿特丹爱乐期间，尼泽-塞冈率乐团同维珍古典和EMI录制唱片。2013年6月，鹿特丹爱乐宣布尼泽-塞冈任期延至2018年夏季。2015年鹿特丹爱乐宣布2018演出季结束后不再续聘，尼泽-塞冈现在拥有鹿特丹爱乐荣誉指挥（荷蘭語：Eredirigent）头衔。

## 奖项和荣誉
- 2022年格莱美最佳管弦乐表演[4]

## 作品節選

### 商業錄音
- Trifonov. . Deutsche Grammophon. 2015. 479 4970.
- 弗洛伦斯·普莱斯（英语：Florence Price）：第1、第3号交响曲，费城交响乐团，德意志留聲機（2021）